# 朱锡昂烈士故居遗址
朱锡昂烈士故居遗址，位于中国广西壮族自治区博白县沙河镇山桥村上垌屯，为一个省级文物保护单位，类型为近现代重要史迹及代表性建筑，为第六批广西壮族自治区文物保护单位，公布时间为2009年5月4日。
朱锡昂烈士故居遗址的历史年代为近代。